# Grupo de Observação das Nações Unidas na América Central
O Grupo de Observação das Nações Unidas na América Central (ONUCA do inglês United Nations Observer Group in Central America) foi uma missão das Nações Unidas autorizada pelo Conselho de Segurança.
A missão foi decidida após a assinatura pelos governos da Nicarágua, Costa Rica, El Salvador, Guatemala e Honduras do "Acordo de Esquipulas", um acordo de paz que previa: o fim das hostilidades entre os estados; democratização da área; eleições livres; cessação do auxílio  aos movimentos insurgentes; verificação e controle do tráfico de armas; ajuda aos refugiados a regressarem aos seus países; cooperação para a democracia, a liberdade, a paz e o desenvolvimento da região e acompanhamento do acordo com uma missão de paz da comunidade internacional. Os governos, após a assinatura dos acordos, apresentaram um pedido ao Conselho de Segurança para que enviassem uma missão para a região para monitorar o cumprimento dos acordos. O Conselho de Segurança votou pelo envio do ONUCA em 7 de novembro de 1989 pela Resolução 644.
A missão também foi apoiada por outras missões de manutenção da paz da ONU na região: a ONUVEN na Nicarágua, a ONUSAL e MINUSAL em El Salvador e MINUGUA na Guatemala.